# Amathyntis
Amathyntis is een geslacht van vlinders van de familie echte motten (Tineidae).

## Soorten
- A. athyra Meyrick, 1911
- A. catharopa Meyrick, 1911
- A. nucleolata Meyrick, 1911
- A. oporina Meyrick, 1911
- A. physatma Meyrick, 1907